# Torsten Meyer (Kunstpädagoge)
Torsten Meyer (* 25. Februar 1965 in Hamburg) ist ein deutscher Kunstpädagoge und Professor für Kunst und ihre Didaktik an der Universität zu Köln.

## Leben
Meyer studierte Erziehungswissenschaft, Soziologie, Philosophie und Kunst an der Universität Lüneburg, der Universität Hamburg und der Hochschule für Bildende Künste Hamburg.
Von 1996 bis 1999 erhielt Meyer ein Graduiertenstipendium der Deutschen Forschungsgemeinschaft (DFG), Graduiertenkolleg „Ästhetische Bildung“, im Fachbereich Erziehungswissenschaft der Universität Hamburg. Ab 1997 arbeitete er als Lehrbeauftragter und wissenschaftlicher Mitarbeiter an den Universitäten Hamburg und Lüneburg im Bereich Kunstpädagogik, Kulturinformatik und allgemeine Erziehungswissenschaft.
2002 promovierte Meyer zum Doktor der Philosophie mit der Dissertation “Interfaces, Medien, Bildung. Nebst Anmerkungen zu einem Fach für Schnittstellen: Kunst–Pädagogik.”, für die er den Karl-Heinz-Ditze-Preis für herausragende Dissertationen der Universität Hamburg erhielt.
2004 wurde er zum Juniorprofessor für Erziehungswissenschaft an der Universität Hamburg ernannt, unter besonderer Berücksichtigung der Forschung und Lehre im Bereich Multimedia, mit einem Schwerpunkt in der Didaktik der Bildenden Kunst im Fachbereich Erziehungswissenschaft.
Seit 2010 ist Meyer Professor für Kunst und ihre Didaktik mit dem Schwerpunkt aktuelle Medienkultur an der Humanwissenschaftlichen Fakultät der Universität zu Köln, am Institut für Kunst und Kunsttheorie.
Seine Arbeitsschwerpunkte umfassen die Pädagogische Medientheorie, Globalisierung & Digitalisation, Mediologie der Bildung und die Next Art Education. Zudem war Meyer dort von 2011 bis 2016 Sprecher der Fachgruppe Kunst/Musik.
2014 lehnte er den Ruf auf die Professur für Kunstdidaktik an der Kunsthochschule Mainz ab.
2016 bis 2019 war Meyer Geschäftsführender Direktor des Instituts für Kunst & Kunsttheorie.
Meyer war von 2016 bis 2021 Wissenschaftlicher Direktor des Grimme-Forschungskollegs an der Universität zu Köln.
Torsten Meyer ist Gründungsmitglied der Wissenschaftlichen Sozietät Kunst, Medien und Bildung  (gemeinsam mit Andreas Brenne, Klaus-Peter Busse, Christine Heil, Karl-Josef Pazzini, Rudi Preuss, Andrea Sabisch, Ansgar Schnurr, Tanja Wetzel) und 2. Vorsitzender.
In einer zwölfköpfigen Initiativgruppe organisierte er den "BuKo12", den Bundeskongress der Kunstpädagogik 2010–2012. Über zwei Jahre fanden in ganz Deutschland lokale Arbeitstagungen statt, alles unter der großen Leitidee Partizipation. Diese war nicht nur inhaltlich Thema, sondern auch handlungsleitend für die Organisation von partizipativen Tagungsformen und Kongressstrukturen. Entlang der Aspekte Internationalisierung und Globalisierung, veränderte Medienkulturen, Kooperationsmodelle und Schulentwicklung wurde die für die Fachdidaktik wichtige Beziehung von Kunst und Pädagogik und Bildung beleuchtet. Das zweijährige Projekt fand seinen Abschluss in einem großen Kongress in Dresden im Oktober 2012.